# Emily Diamond
Emily Jane Diamond (* 11. Juni 1991 in Bristol) ist eine britische Leichtathletin, die sich auf den Sprint spezialisiert hat.

## Sportliche Laufbahn
Erste internationale Erfahrungen sammelte Emily Diamond bei den Junioreneuropameisterschaften 2009 in Novi Sad, bei denens sie in 24,43 s den achten Platz im 200-Meter-Lauf belegte. Im Jahr darauf wurde sie bei den Juniorenweltmeisterschaften in Moncton in 23,65 s Sechste und kam mit der britischen 4-mal-100-Meter-Staffel nicht ins Ziel. 2011 gelangte sie bei den U23-Europameisterschaften in Ostrava bis in das Halbfinale, in dem sie mit 23,98 s ausschied. Zudem gewann sie in 44,34 s die Bronzemedaille mit der Staffel hinter den Mannschaften aus Russland und Frankreich. Anschließend erreichte sie bei der Sommer-Universiade in Shenzhen in 23,58 s Rang acht und gewann mit der 4-mal-400-Meter-Staffel in 3:33,09 min die Silbermedaille hinter Russland und der Türkei, während sie in der 4-mal-100-Meter-Staffel in 44,01 s als Vierte eine Medaille verpasste.
Bei den IAAF World Relays 2014 auf den Bahamas kam sie in der 4-mal-400-Meter-Staffel im Vorlauf zum Einsatz. Anschließend trug sie auch in der 4-mal-400-Meter-Staffel mit Vorlaufeinsätzen zum Gewinn der Bronzemedaille durch das englische Team bei den Commonwealth Games in Glasgow und zum Gewinn der Silbermedaille durch das britische Team bei den Europameisterschaften in Zürich bei. Zwei Jahre später siegte sie mit der Staffel in 3:25,05 min bei den Europameisterschaften in Amsterdam. Anschließend nahm sie erstmals an den Olympischen Spielen in Rio de Janeiro teil, bei denen sie mit der Staffel in der Besetzung Eilidh Doyle, Anyika Onuora, Diamond und Christine Ohuruogu im Finale in 3:25,88 min die Bronzemedaille hinter den Teams aus den Vereinigten Staaten und Jamaika gewann. Im Einzelbewerb über 400 Meter schied sie mit 51,49 s im Halbfinale aus. Bei den IAAF World Relays 2017 wurde die 4-mal-400-Meter-Staffel in 3:28,72 min Vierte und qualifizierte sich damit für die Weltmeisterschaften in London, bei denen die Britinnen in 3:25,00 min die Silbermedaille hinter den US-Amerikanerinnen gewannen. Im 400-Meter-Lauf schied sie hingegen mit 52,20 s in der ersten Runde aus.
2018 nahm sie erneut an den Commonwealth Games im australischen Gold Coast teil, erreichte über 400 Meter das Halbfinale und schied dort mit 52,02 s aus. Zudem wurde sie mit der englischen Mannschaft in 3:27,21 min Vierte. im August gewann sie bei den Europameisterschaften in Berlin in 3:29,12 min die Bronzemedaille mit der Staffel hinter Polen und Frankreich. Bei den IAAF World Relays 2019 in Yokohama wurde sie in 3:28,96 min Sechste und nahm dann im Herbst an den Weltmeisterschaften in Doha teil und schied dort mit 51,62 s im Halbfinale aus. Zudem klassierte sie sich mit der Staffel in 3:23,02 min auf dem vierten Platz und auch in der Mixed-Staffel erreichte sie nach 3:12,27 min Rang vier. Bei den World Athletics Relays 2021 im polnischen Chorzów wurde sie in 3:29,27 min Dritte mit der Frauenstaffel hinter den Teams aus Kuba und Polen und der Mixed-Staffel verhalf sie zum Finaleinzug. Im August startete sie mit der 4-mal-400-Meter-Staffel bei den Olympischen Sommerspielen in Tokio und klassierte sich dort mit 3:22,59 min im Finale auf dem fünften Platz. Zudem gelangte sie in der Mixed-Staffel über 4-mal 400 Meter mit 3:12,07 min im Finale auf Rang sechs.
2016 wurde Diamond Britische Meisterin im 400-Meter-Lauf. Sie absolvierte ein Studium an der Loughborough University.

## Persönliche Bestzeiten
- 200 Meter: 23,30 s (−0,1 m/s), 19. Mai 2013 in Loughborough
  - 200 Meter (Halle): 23,92 s, 6. Februar 2011 in Birmingham
- 400 Meter: 51,23 s, 4. Juni 2016 in Regensburg
  - 400 Meter (Halle): 53,46 s, 15. Februar 2014 in Birmingham